# حوزه انتخابیه نهم میشیگان
حوزه انتخابیه نهم میشیگان یک حوزه انتخابیه مجلس نمایندگان آمریکا است که در ایالت میشیگان قرار دارد.